# Guy XVII de Laval
Pour les articles homonymes, voir Guy de Laval.
Guy XVII de Laval, ou encore Claude de Montfort-Laval, (14 février 1522 - 25 mai 1547, Saint-Germain-en-Laye), comte de Laval et de Montfort, baron de Quintin.

## Famille
- Fils de Guy XVI de Laval et d'Anne de Montmorency sœur du connétable Anne. Il eut pour parrains Claude de Rieux et François de Laval, ses beaux-frères. Son baptême eut lieu le jour même du mariage de sa sœur, Anne, avec François de la Trémoille, le 24 février 1522. Il reçut le nom de Claude, qu'il changea contre celui de Guy XVII, le 20 mai 1531, jour où il succéda à Guy XVI comme seigneur de Laval et de Vitré.
- Sa mère, Anne de Montmorency, mariée le 5 mai 1517, meurt en couches le 29 juin 1525. Elle était la sœur du futur connétable Anne de Montmorency (1493-1567) qui, par la suite, jouera un rôle important comme protecteur des héritiers de la maison de Laval.
- Marié le 22 octobre 1535 avec Claude de Foix, vicomtesse de Lautrec à Châteaubriant, à l'âge de 13 ans.

## Histoire

### Succession
Il succède à son père dans le comté de Laval, la vicomté de Rennes, la baronnie de Vitré, et d'autres terres sous la conduite de Jean de Laval, seigneur de Châteaubriant, et de son oncle Anne de Montmorency, grand-maître et maréchal de France, depuis connétable, que le roi François Ier lui donne pour curateurs. À la succession de son père, Guy XVII n'a que 9 ans. C'est au premier d'entre eux qu'incombe surtout la charge et c'est son influence qui décide de son mariage.

### Liens avec la maison de Lautrec
Il est élevé dans la maison du premier, dont l'épouse, Françoise de Foix, avait déjà auprès d'elle Claude de Foix, sa nièce, fille d'Odet de Foix, vicomte de Lautrec, mort devant Naples, le 15 août 1528. Claude et Guy étaient à peu près du même âge. La dame de Châteaubriant proposa le mariage de ses deux pupilles au roi et aux parents respectifs, et le fait agréer.
Les noces, en conséquence, furent célébrées le 23 octobre 1535. Son entrée à Laval, à l'occasion de son mariage avec Claude de Foix, est marquée par des festivités auxquelles ne manquèrent point de participer violons, fifres et flûtes qui jouaient des airs et des chansons bien harmonieusement.

### Expéditions militaires
Pour l'Art de vérifier les dates, Guy XVII, formé aux exercices militaires par Anne de Montmorency, son oncle, le suivit dans toutes ses expéditions à partir de son mariage en 1535. Il a fait la campagne de Picardie et assisté à la prise de Hesdin.
L'obituaire de l'Abbaye Saint-Serge d'Angers fixe le décès de sa belle-mère Antoinette de Daillon au 19 avril 1538. On trouve des lettres dans lesquelles François Ier de France, le 21 mai 1538, lit à Guy XVII de Laval don de divers droits qui lui incombaient par suite du décès d'Antoinette de Daillon.

### Brouille avec Anne de Montmorency
Guy XVII et Anne de Montmorency se brouillèrent à propos d'une question d'intérêt. Jean de Laval-Châteaubriant, baron de Châteaubriant et gouverneur de Bretagne, n'avait pas été scrupuleux sur l'emploi des sommes considérables qui lui avaient été allouées pour l'entreprise de grands travaux publics dans sa province. Il semble que pour cacher sa faute, Jean de Laval ait décidé de désigner comme héritier Anne. Cet arrangement sauvait Jean de Laval, mais se faisait aux dépens de son héritier naturel, le comte Guy XVII, fortement mécontent. Montmorency se vengea en envoyant hiverner à Laval la compagnie des gens d'armes du duc de Longueville, à la charge des vassaux du comte. Il avait mis le roi de son parti, en colorant cet acte d'un prétexte. Guy XVII porte plainte devant François Ier pour envoyer cette troupe avoir garnison ailleurs. Il est reçu froidement. Le roi fait finalement ôter la garnison de Laval. Montmorency, sans doute, se prête à ce changement de crainte que les vrais motifs soient dévoilés. Anne de Montmorency héritera de la baronnie de Châteaubriant.

### Opulence
Henri de Foix, frère unique de Claude, décédé le 29 septembre 1540 sans enfant, laissait un testament fait à Evreux le 1er août 1540, par lequel il choisissait comme exécuteurs de son testament : le cardinal de Tournon, Jean de Laval-Châteaubriant, Menault de Martory et le premier président du Parlement de Paris. Claude de Foix restait la dernière de la branche de Foix-Lautrec et héritait de son frère ; dès lors Guy XVII et elle réunissaient sur leurs têtes le patrimoine de leurs deux maisons.
Cette alliance fit entrer dans la maison de Laval tous les biens de celle de Lautrec, à savoir : le comté de Rethel, les baronnies de Donzi, de Rosoi, de Saint-Verain, d'Arval, de Montrond, de Château-Meillant, d'Epineuil, de Lesparre, de Coulommiers en Brie, de Beaufort en Champagne, et d'autres grandes seigneuries en Périgord, en Béarn et en Guyenne. Cette immense succession rendait la maison de Laval l'une des plus opulentes du royaume.

### Fin de la tutelle
La tutelle de Guy XVII prit fin, non pas lorsque sa majorité fut venue, mais par un acte de la volonté royale. François Ier, à Paris, le 3 novembre 1540, décida que Guy XVII, étant désormais apte à gouverner ses biens, était mis hors de la tutelle de Jean de Laval-Châteaubriant et du connétable Anne de Montmorency, et que dorénavant il administrerait sa fortune sans leur concours. Cet acte, qui n'a pas été conservé, fut homologué par le parlement de Paris, dès le 2 décembre 1540.
En 1540, il a déjà pris une place d'importance à la cour de François Ier. En effet, l'ambassadeur anglais alla jusqu'à le décrire comme son of the greatist inheritors in all France. Guy XVII était appelé comme son père, à de hautes destinées, et à jouer un rôle important ; malheureusement les années lui manqueront et les seuls titres qu'on trouve attachés à son nom sont, dès 1540, celui de gentilhomme de la chambre du roi, puis ceux de chevalier de l'ordre de Saint-Michel, dont il fut revêtu en septembre 1546, moins d'un an avant sa mort, et de capitaine de cinquante lances des ordonnances.

### Charles Quint
Après la paix, il va trouver en grand cortège l'empereur Charles Quint, à Bruxelles, pour solliciter la restitution des terres d'outre-Meuse, qui appartenaient à sa femme. Quoique muni d'une lettre du dauphin qui appuie sa demande, il ne peut rien obtenir.
On rapporte que, pendant le séjour qu'il fit à Bruxelles, un marchand flamand vient offrir à l'empereur une riche tapisserie qui représentait, en plusieurs pièces, l' histoire de David. Charles-Quint ne voulant pas donner 60 000 livres qu'on en demandait, le comte de Laval averti l'achète le lendemain, et la fait porter à son logis. Elle sera longtemps après, dit-on, au château de Nantes, chez le duc de Mercœur. Cet amour de l'éclat l'entraîne, souvent trop loin:  pour faire face à ses dépenses, il faut constituer des rentes, aliéner des forêts, engager des biens, et l'on ne put, après lui, couvrir les dettes considérables qu'il laissa qu'en vendant tous ses meubles et joyaux.

### Réception à Laval
En revenant de son voyage en Flandre, accompagné de la comtesse Claude, il est reçu à Laval en 1541 par ses vassaux avec une pompe et une magnificence non pratiquée. Cette magnificience déployée se retourna contre les bourgeois lavallois : les manteaux cousus d'or furent la chose qui donna lieu à imposer des subsides et à faire des emprunts sur les bourgeois de Laval.

### Ordre de Saint-Michel
En 1542, Guy XVII est armé chevalier par le roi François Ier, qui lui conféra en même temps le collier de l'ordre de Saint-Michel. La cérémonie se fit avec une pompe, dont il demanda le détail à sa femme.

### Guerre 1542-1546
En 1543, le roi envoya au secours du duc d'Étampes, alors gouverneur de Bretagne, René Ier de Rohan et Guy XVII de Laval. Ambroise Paré les accompagne dans l'ouest de la Bretagne défendre la province menacée par un débarquement anglais (dans le cadre de la guerre de 1542-1546 entre Henry VIII d'Angleterre, allié à Charles Quint, et François Ier).
Les campagnes des années suivantes revirent ensemble Guy XVII de Laval et Ambroise Paré. Tous les deux sont à Landrecies devant laquelle échouent les armes de Charles-Quint. Guy XVII fait la campagne de Champagne; après la prise de Saint-Dizier par les Impériaux, il rentre dans Paris avec le roi. Il est un des otages livrés à l'empereur pour garantir l'exécution de la Trêve de Crépy-en-Laonnois en 1544.
Henri VIII, roi d'Angleterre, allié de Charles-Quint, n'avait pas voulu être compris dans le traité et continua à rançonner le Boulonnais dont il s'était emparé. Le maréchal de Biez, suivi des comtes d'Enghien, d'Aumale et de Laval, tentèrent de reprendre Boulogne.
Guy XVII accompagne avec Ambroise Paré le dauphin dans l'expédition contre le Roussillon et assista au siège de Perpignan, alors occupée par les Espagnols, qui fut sans succès.
François Ier lui donne en 1546 le commandement d'une compagnie de cinquante lances. Georges Lenfant de la Patrière étant son lieutenant.
L'hôtel de Laval est cédé par Guy XVII de Laval à Jean II Brinon le 16 août 1545 pour 8000 livres. Ce dernier y demeure jusqu'à sa mort.

### Coup de Jarnac
Maucourt de Bourjolly raconte que secrètement inspiré par le connétable de Montmorency, toujours peu favorable au comte de Laval, La Châtaigneraie eut la hardiesse un jour d'enlever à ce seigneur le collier de l'ordre du roi dont il était décoré. . Guy XVII est alors offensé, et ne peut se venger immédiatement. Bourjolly indique que Guy XVII attendra le fameux Coup de Jarnac, pour être un des parrains de Jarnac et lui fournir épée, afin de punir en même temps son injure et la sienne propre.

### La mort
Antoine de Mornable devient vers 1546, maître de chapelle du comte Guy XVII de Laval. Guy XVII meurt d'une pleurésie à l'âge de 26 ans.
Son corps, après avoir reposé quelque temps dans l'église Saint-André-des-Arts de Paris, fut conduit aux Dominicains de Laval, où il resta jusqu'au 18 août 1551. Ses héritiers s'étant alors tous rassemblés à Laval, le firent transporter dans la Collégiale Saint-Tugal de Laval, où il est inhumé dans le chœur avec beaucoup de solennité. Le suffragant de l'évêque de Rouen célébra la messe.
On lisait sur son cercueil : « Cy gist très haut et très puissant prince messire Guy comte de Laval, Montfort, Quintin, Rethelois et Beaufort en Champagne, vicomte de Rennes, Fronsac et Saint-Florentin, baron de Dionzy, Vitré, Donval, et Lescun, seigneur de Lautrec, chevalier de l'ordre des rois François Ier et Henry IIe de leurs noms, capitaine de cinquante lances des ordonnances d'iceux seigneurs, mari et épouse de très haulte et très puissante dame Madame Claude de Foix, sœur unique et héritière de très hault et très excellent prince, Henry de Foix seigneur de Lautrec, lequel né à Laval, décéda au lieu de Saint-Germain-en-Laye, le mercredi 2 [5 mai 1547] entre deux et trois heures après la moitié du jour, de son âge et fut inhumé en ce lieu le mardi 18e jour d'avril 1551. » « Franciscus de Thou, Domini de Lautrec »

### Héritage
Après la mort à vingt-six ans de Guy XVII le 25 mai 1547, le comté de Laval passe à sa nièce Renée de Rieux. Sa sœur Charlotte de Laval épouse en 1547, l'Amiral de Coligny, dans la chapelle du château de Montmuran en Ille-et-Vilaine.
La magnificence avec laquelle ce comte vivait était telle que ses revenus, tout importants qu'ils fussent, ne pouvaient y suffire. Il laisse, en mourant, des dettes considérables, dont l'acquittement absorbe le prix de ses meubles et joyaux vendus après sa mort.
Claude, sa veuve, étant retournée en Guyenne, est recherchée par Charles de Luxembourg, vicomte de Martigues, qui obtint sa main. On prétend, dit Dom Vaissète, que Claude de Foix mourut en couches en 1553 ; mais il est certain qu'elle était déjà morte le 23 février 1549 (n. st.).

## Portrait
Il existe un portrait peint de Guy XVII de Laval par François Clouet. Sur cette peinture à l'huile, il est :  habillé en velours noir avec ce qui ressemble à une chaîne en or, il est peint selon la mode de l'époque, le visage grave et un arrière-plan sombre. Suivant Jacques Le Blanc de la Vignolle, ce qui est appelé le petit château     (château de Laval) fut achevé par Guy XVII de Laval et Claude de Foix, sa femme, dont les armes se voyaient, dit ce même auteur, sur les écussons qui décorent la façade.